# Гнила Рудка (притока Гнилої)
Гнила Рудка — річка в Україні,  у Тернопільському та Чортківському районах Тернопільської області, ліва притока Гнилої (басейн Дністра).

## Опис
Довжина річки приблизно 18 км. Висота витоку над рівнем моря — 320 м, висота гирла — 293 м, падіння річки — 27 м, похил річки — 1,5 м/км. Формується з приток, багатьох безіменних струмків та водойм.

## Розташування
Бере початок на північно-східній стороні від села Поплави. Тече переважно на південний схід і в смт Гримайлів впадає в річку Гнилу, праву притоку Збруча. 
Населені пункти вздовж берегової смуги: Скалат, Криве, Зарубинці, Глібів. 
Річку перетинає автомобільна дорога Т 2002.